# Генчо Бончев
Генчо Йонков Бончев е български офицер, полковник.

## Биография
Генчо Бончев е роден на 11 юни 1893 г. в габровските колиби Богданчовци. През 1917 г. завършва Военното училище в София. Служи в Шуменски тежък артилерийски полк. Pt 1928 г. служи в 5-и артилерийски полк, а през 1930 г. е назначен на служба в Шуменско огнестрелно отделение. През 1933 г. е назначен на служба в 3-ти армейски артилерийски полк, а през 1935 г. служи в 1-ви дивизионен артилерийски полк, след което същата година е изпратен отново в 3-ти армейски артилерийски полк. В навечерието на Втората световна война (1941 – 1945) през 1940 г. е назначен в 3-то армейски товарно артилерийско отделение.
На 14 септември 1944 г. с МЗ №125 полковник Бончев е назначен за командир на 2-ри армейски артилерийски полк. От 15 октомври 1944 г. с МЗ №156 става командир на 5-и дивизионен артилерийски полк. Награждаван е с орден „За храброст“, IV степен, 1 клас. През 1945 г. излиза в запаса.

## Военни звания
- Подпоручик (1 август 1917)
- Поручик (30 юни 1919)
- Капитан (1927)
- Майор (6 май 1935)
- Подполковник (6 май 1939)
- Полковник (3 октомври 1942)